# 海珠広場駅
海珠広場駅（かいしゅひろばえき、中文表記: 海珠广场站、英文表記: Haizhu Square Station）は、中華人民共和国広東省広州市越秀区人民街道泰康路と起義路の交差点にある、広州地下鉄2号線と6号線の駅である。

## 利用可能な鉄道路線
広州地下鉄
■2号線
■6号線

## 駅構造
| 地下1階 | 西コンコース ■2号線          | 改札口、自動券売機、サービスセンター、駅商店、駅警備室、セキュリティ |  |
|         | 連絡通路                     | 2号線・6号線コンコースを連絡（改札内）                               |  |
|         | 自由通路                     | 2号線・6号線コンコースを連絡（改札外）                               |  |
|         | 東コンコース ■6号線          | 改札口、自動券売機、サービスセンター、駅商店、駅警備室、セキュリティ |  |
| 地下2階 | 設備フロア                   | 駅設備                                                               |  |
| 地下3階 | 設備フロア                   | 駅設備                                                               |  |
|         | 連絡通路                     | 6号線から地下4階2号線ホーム連絡通路へ乗換一方通行                    |  |
| 地下4階 | 1番線                        | 2号線 公園前へ（嘉禾望崗方面）                                       |  |
|         | 島式ホーム、左側の扉が開く   |                                                                      |  |
|         | 2番線                        | 2号線 市二宮へ（広州南駅方面）                                       |  |
|         | 連絡通路                     | 地下3階通路から地下4階2号線ホームへ乗換一方通行                      |  |
|         |                              |                                                                      |  |
|         | 4番線                        | 6号線 一徳路へ（潯峰崗方面）                                         |  |
|         | 分離式ホーム、左側の扉が開く |                                                                      |  |
|         | 連絡通路                     | 両側ホームを連絡、地下3階通路を通じて2号線に乗換可能                 |  |
|         | 分離式ホーム、左側の扉が開く |                                                                      |  |
|         | 3番線                        | 6号線 北京路へ（香雪方面）                                           |  |

## 駅周辺
駅の近郊には大型のホテルが多く存在し、それらの利用客や市民等が当駅を利用する。
- 広州解放士兵雕塑像
- 広州賓館
- 華廈大酒店
- 沿江路酒吧街
- 海珠広場公園
- 東江海鮮
- 泰康城広場
- 天字広場
- 天字埠頭
- 広州市第十中学

## 沿革
- 2002年12月29日 - 2号線が開業。
- 2013年12月28日 - 6号線が開業。

## 隣の駅
広州地下鉄
■2号線
市二宮駅 211 - 海珠広場駅 212 - 公園前駅 213
■6号線
'一徳路駅 609 - 海珠広場駅 610 - 北京路駅 611